# Чашкаял (Сернурський район)
Чашкая́л (рос. Чашкаял, марій. Изи Чашкаял) — присілок у складі Сернурського району Марій Ел, Росія. Входить до складу Сердезького сільського поселення.

## Населення
Населення — 287 осіб (2010; 281 у 2002).
Національний склад (станом на 2002 рік):
- марі — 99 %